# بنیامین نتانیاهو
بنیامین «بی‌بی» نتانیاهو (به عبری: בִּנְיָמִין "ביבי" נְתַנְיָהוּ؛ زادهٔ ۲۱ اکتبر ۱۹۴۹) سیاستمدار اهل اسرائیل است که از سال ۲۰۲۲ به عنوان نخست‌وزیر اسرائیل فعالیت می‌کند. او پیش‌تر از ۱۸ ژوئن ۱۹۹۶ تا ۶ ژوئیه ۱۹۹۹ و از ۱ آوریل ۲۰۰۹ تا ۱۳ ژوئن ۲۰۲۱ نیز عهده‌دار این سمت بود. نتانیاهو رهبر کنونی حزب لیکود است. او با بیش از ۱۷ سال، طولانی‌ترین دورهٔ تصدی را در میان نخست‌وزیران اسرائیل داشته و نخستین نخست‌وزیر تاریخ اسرائیل است که پس از تأسیس این کشور، در آن به دنیا آمده است.
نتانیاهو متولد خانواده سکولار یهودی در تل‌آویو است و در اورشلیم غربی و آمریکا بزرگ شد. در سال ۱۹۶۷ به اسرائیل بازگشت و به نیروهای دفاعی اسرائیل پیوست و در نیروهای ویژه سایرت متکل به‌عنوان کاپیتان خدمت کرد و سپس با افتخار مرخص شد. او در سال ۱۹۷۲ به آمریکا رفت و پس از تحصیل در مؤسسه فناوری ماساچوست و کار در گروه مشاوره بوستون، در سال ۱۹۷۸ به اسرائیل بازگشت و مؤسسه ضدتروریسم یوناتان نتانیاهو را تأسیس کرد. او بین سال‌های ۱۹۸۴ تا ۱۹۸۸ سفیر اسرائیل در سازمان ملل بود. در سال ۱۹۹۳ رئیس حزب لیکود شد و در انتخابات ۱۹۹۶ به عنوان جوان‌ترین نخست‌وزیر اسرائیل و اولین نخست‌وزیر انتخاب‌شده مستقیماً توسط آرای مردمی برگزیده شد. پس از شکست در انتخابات ۱۹۹۹ از سیاست کناره‌گیری کرد و به بخش خصوصی پیوست. او بعداً به عنوان وزیر امور خارجه و دارایی بازگشت و اصلاحات اقتصادی را آغاز کرد، اما به دلیل طرح خروج از غزه استعفا داد.
نتانیاهو در سال ۲۰۰۵ دوباره رهبری لیکود را بر عهده گرفت و بین ۲۰۰۶ تا ۲۰۰۹ رهبر اپوزیسیون بود. پس از انتخابات ۲۰۰۹، با تشکیل ائتلافی از احزاب راست‌گرا، بار دیگر نخست‌وزیر شد و در انتخابات ۲۰۱۳ و ۲۰۱۵ نیز پیروز شد. او از سال ۲۰۱۶ رابطه نزدیک خود با دونالد ترامپ را برجسته کرد. در دوره اول ریاست‌جمهوری ترامپ، آمریکا اورشلیم را به عنوان پایتخت اسرائیل به رسمیت شناخت، حاکمیت اسرائیل بر جولان را تأیید کرد و توافق‌نامه‌های عادی‌سازی ابراهیم بین اسرائیل و جهان عرب را میانجی‌گری کرد. نتانیاهو به دلیل گسترش شهرک‌سازی‌های غیرقانونی در کرانه باختری مورد انتقاد قرار گرفت. در سال ۲۰۱۹ به اتهام نقض اعتماد، رشوه و کلاهبرداری تحت پیگرد قرار گرفت و تمام پست‌های وزارتی جز نخست‌وزیری را واگذار کرد. بحران سیاسی اسرائیل بین ۲۰۱۸ تا ۲۰۲۲ منجر به توافق چرخشی با بنی گانتس شد که در سال ۲۰۲۰ فروپاشید و به انتخابات مارس ۲۰۲۱ انجامید. نتانیاهو در ژوئن ۲۰۲۱ از نخست‌وزیری کنار رفت، اما پس از انتخابات ۲۰۲۲ دوباره به قدرت بازگشت.
دوره‌های نخست‌وزیری‌های نتانیاهو به‌علت عقب‌گرد دموکراتیک و گرایش به سبک حکومتی اقتدارگرایانه مورد انتقاد قرار گرفته است. ائتلاف او اصلاحات قضایی ۲۰۲۳ را دنبال کرد که با اعتراضات گسترده مواجه شد. حملات ۷ اکتبر ۲۰۲۳ گروه‌های فلسطینی به رهبری حماس، باعث بروز جنگ غزه شد. نتانیاهو به خاطر ناکامی در پیش‌بینی این حمله به عنوان رهبر اسرائیل هنگام بزرگ‌ترین شکست اطلاعاتی این کشور در ۵۰ سال گذشته مورد انتقاد قرار گرفته است، و با اعتراضاتی روبه‌رو بوده که خواهان برکناری او شده‌اند. در اکتبر ۲۰۲۴، او حمله به لبنان را با هدف نابودی توان نظامی حزب‌الله، متحد حماس، آغاز کرد. پس از سقوط رژیم اسد در دسامبر ۲۰۲۴، نتانیاهو به دولت کنونی سوریه حمله کرد. او همچنین حملات ۲۰۲۵ اسرائیل به ایران را رهبری کرد که به جنگ تمام‌عیار ایران–اسرائیل منجر شد.
دولت نتانیاهو به نسل‌کشی در غزه متهم شده و پرونده نسل‌کشی آفریقای جنوبی علیه اسرائیل در دیوان بین‌المللی دادگستری در دسامبر ۲۰۲۳ مطرح شد. دیوان کیفری بین‌المللی نیز در نوامبر ۲۰۲۴ به اتهام جنایت جنگی و جنایت علیه بشریت در تحقیقات فلسطین، حکم بازداشت نتانیاهو را صادر کرد.

## اوایل زندگی

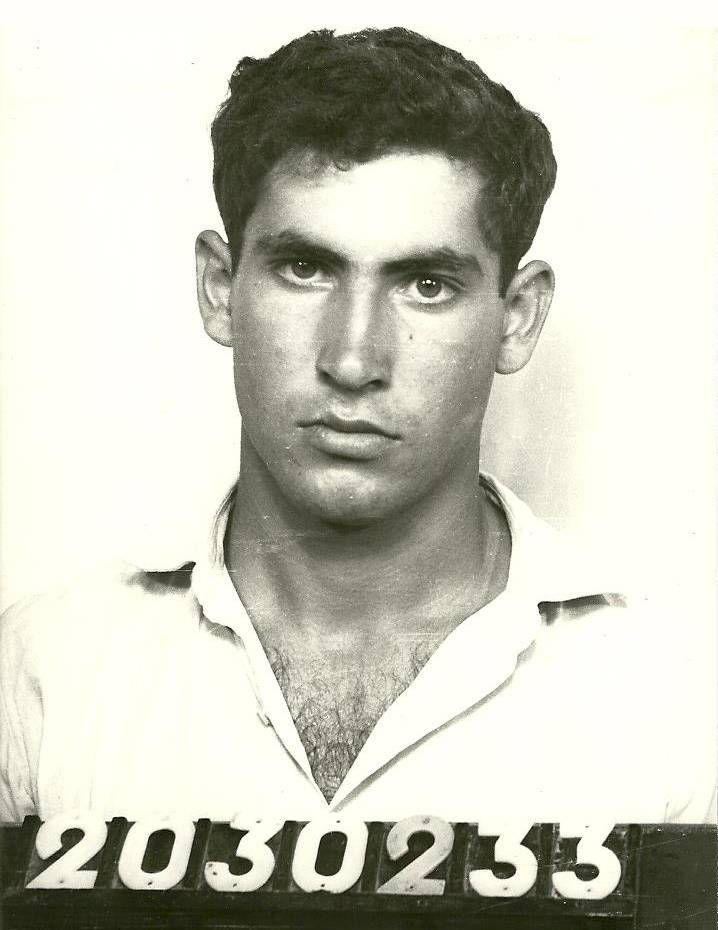
تصویر نتانیاهو در سال ۱۹۶۷ از نیروهای دفاعی اسرائیل

بنیامین نتانیاهو در سال ۱۹۴۹ میلادی در شهر تل‌آویو از والدینی یهودی سکولار متولد شد. مادر او زیلا و پدر او بنزیون نتانیاهو است. او در اورشلیم بزرگ شده است و خانوادهٔ او بین سال‌های ۱۹۵۶ تا ۱۹۵۸، و دوباره بین ۱۹۶۳ تا ۱۹۶۷، مدتی در ایالات متحدهٔ آمریکا زندگی کردند.
او در سال ۱۹۶۷ برای پیوستن به نیروهای دفاعی اسرائیل به اسرائیل بازگشت. او از رهبران تیمی در نیروهای ویژهٔ سایرت متکل شد و در مأموریت‌های متعددی شرکت کرد و پیش از بازخرید موفق به دریافت درجهٔ سروانی شد. او پس از فارغ‌التحصیلی از مؤسسهٔ فناوری ماساچوست، مشاور اقتصادی گروه مشاورهٔ بوستون شد. او در سال ۱۹۷۸ برای تأسیس مؤسسهٔ ضد ترور یوناتان نتانیاهو به اسرائیل بازگشت.
هنگامی که جنگ یوم کیپور در سال ۱۹۷۳ آغاز شد، او به اسرائیل بازگشت و به نیروهای جنگندهٔ کانال سوئز و ارتفاعات جولان پیوست. پس از اتمام جنگ، به بوستون بازگشت و کارشناسی خود در رشتهٔ معماری را به پایان رساند، کارشناسی ارشد در رشتهٔ مدیریت اجرایی دریافت کرد و سپس به تحصیل علوم سیاسی در دانشگاه هاروارد پرداخت.
بنیامین نتانیاهو دارای مدرک کارشناسی در رشتهٔ معماری و کارشناسی ارشد در مدیریت اجرایی از مؤسسهٔ فناوری ماساچوست (دانشگاه ام‌آی‌تی) است. وی همین‌طور در مقطع دکترا در دانشگاه هاروارد در رشتهٔ علوم سیاسی تحصیل کرد اما تحصیلات خود را پس از جان باختن برادرش در حملهٔ انتبه به پایان نرسانده و مدرکی از دانشگاه هاروارد کسب نکرد.

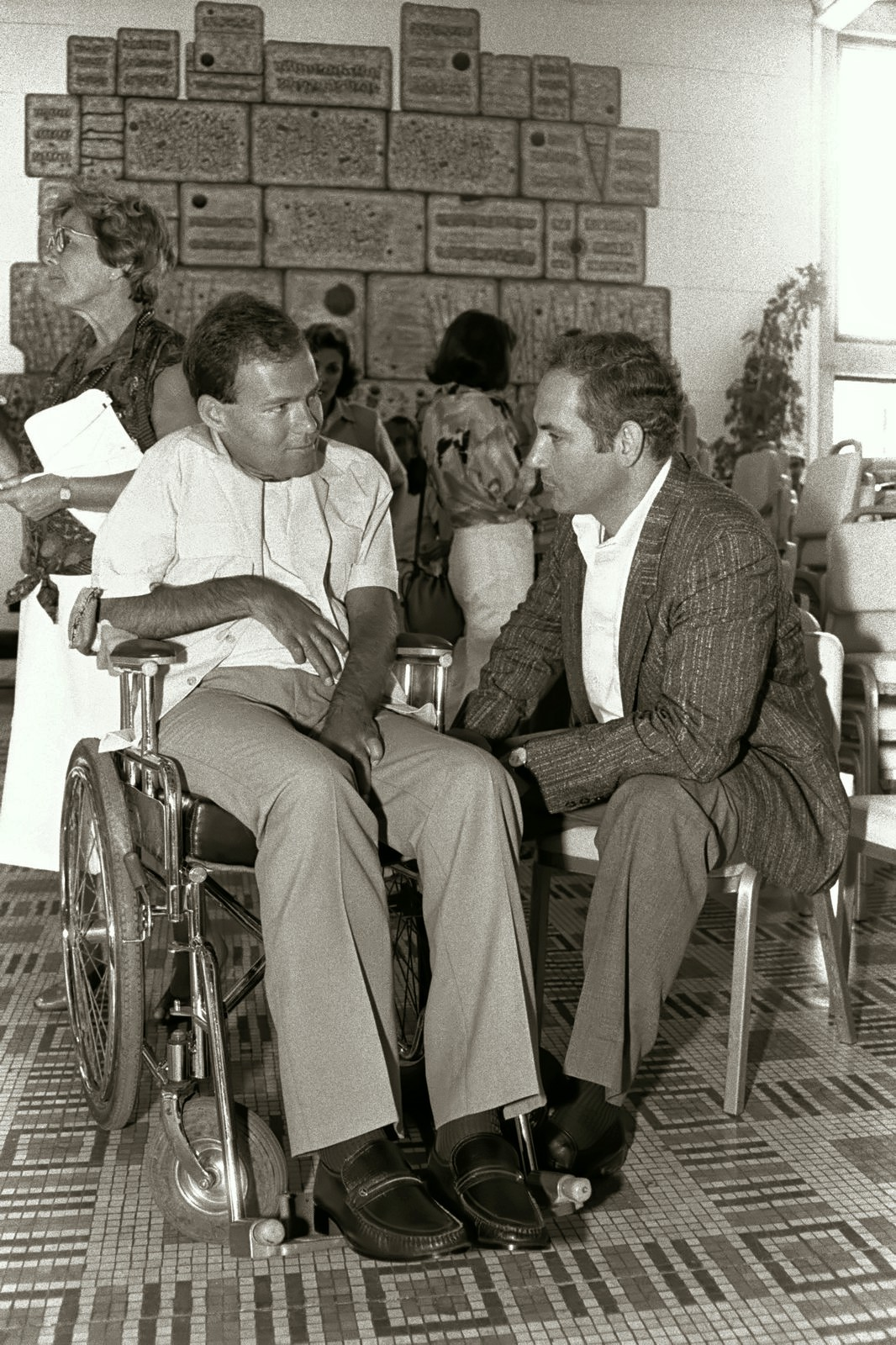
نتانیاهو (راست) با سورین هرشکو، یک سرباز مجروح و فلج‌شده در جریان عملیات انتبه، ۲ ژوئیهٔ ۱۹۸۶

پس از فارغ‌التحصیلی از هاروارد، به عنوان مشاور اقتصادی در گروه مشاورهٔ بوستون در بوستون مشغول به کار شد، و همچنین به فعالیت‌های اطلاعاتی اسرائیل در آمریکا پرداخت. از ۱۹۸۴ تا ۱۹۸۸، او نمایندهٔ دائم اسرائیل در سازمان ملل متحد بود. او پس از انتخاب به ریاست لیکود و رهبری اپوزیسیون در سال ۱۹۹۳ به شهرت رسید. در انتخابات ۱۹۹۶، نتانیاهو شیمون پرز را شکست داد و اولین نخست‌وزیر اسرائیل است که مستقیماً با رأی مردم انتخاب می‌شود و جوان‌ترین نخست‌وزیر اسرائیل شد.

## رهبری اپوزیسیون (۱۹۹۳–۱۹۹۶)
نتانیاهو پیش از انتخابات پارلمانی ۱۹۸۸ به اسرائیل بازگشت و به حزب لیکود پیوست. او در انتخابات داخلی لیکود در فهرست حزبی در رتبهٔ پنجم جای گرفت. بعدها او در دورهٔ دوم کنست به عنوان نماینده انتخاب شد و به عنوان قائم مقام وزیر امور خارجه موشه آرنس و بعداً دیوید لوی منصوب شد.
نتانیاهو و لوی با هم همکاری نمی‌کردند و رقابت بین آن‌ها پس از آن بیشتر هم شد. در جریان جنگ خلیج فارس در اوایل ۱۹۹۱, نتانیاهوی مسلط به زبان انگلیسی به عنوان سخنگوی اصلی اسرائیل در مصاحبه‌های رسانه‌ای در سی‌ان‌ان و دیگر رسانه‌های خبری ظهور کرد. در جریان کنفرانس ۱۹۹۱ مادرید نتانیاهو عضوی از هیئت اسرائیلی به رهبری اسحاق شامیر بود. پس از کنفرانس مادرید نتانیاهو به‌عنوان وزیر قائم مقام در دفتر نخست‌وزیر منصوب شد.
پس از شکست لیکود در انتخابات ۱۹۹۲ نتانیاهو در انتخابات رهبری این حزب پیروز شد و بنی بگین پسر مناخم بگین، سیاستمدار کهنه‌کار دیوید لوی را شکست داد. شارون نیز مدتی رقابت کرد ولی پس از روشن شدن کم بودن حمایت از او کناره‌گیری کرد. شامیر، اندکی پس از شکست لیکود از سیاست کناره گرفت.
در پی ترور اسحاق رابین در یک راهپیمایی در حمایت از پیمان‌های اسلو، شیمون پرز جانشین موقت اسحاق رابین تصمیم گرفت به منظور کسب مشروعیت برای پیش بردن فرایند صلح، فرمان انتخابات زودهنگام صادر کرد. نتانیاهو نامزد لیکود برای نخست‌وزیر در انتخابات ۱۹۹۶ اسرائیل که در ۲۹ مه برگزار شد بود و این اولین باری بود اسرائیلی‌ها مستقیماً نخست وزیرشان را انتخاب می‌کردند. نتانیاهو عامل سیاسی حزب جمهوری‌خواه آمریکا آرتور فینکلستاین را برای ادارهٔ کمپین خود انتخاب کرد. نتانیاهو این انتخابات را برنده شد و جوان‌ترین فرد در تاریخ این منصب و اولین نخست‌وزیر اسرائیل شد که در کشور اسرائیل به دنیا آمده است. (اسحاق رابین در اورشلیم در دوران قیمومت بریتانیا بر فلسطین پیش از تأسیس دولت اسرائیل در ۱۹۴۸ به دنیا آمده بود).
پیروی نتانیاهو بر شیمون پرز که پیش از انتخابات محتمل‌تر تلقی می‌شد بسیاری را متعجب کرد.

## نخست‌وزیری (۱۹۹۶–۱۹۹۹)

### دور اول

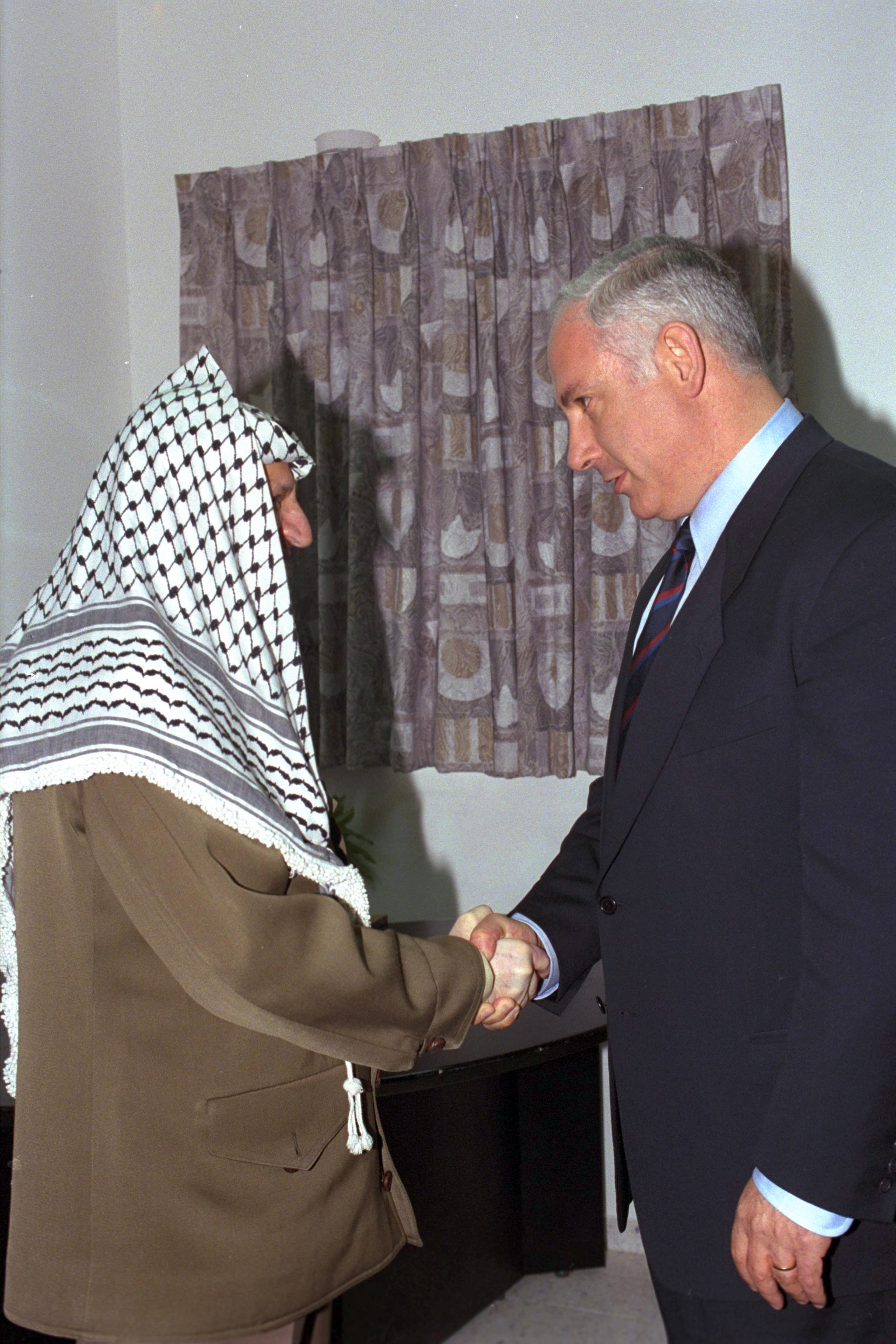
اولین دیدار نتانیاهو با یاسر عرفات رئیس تشکیلات خودگردان فلسطین در گذرگاه بیت حانون، ۴ سپتامبر ۱۹۹۶

نتانیاهو نخستین بار در ۴ سپتامبر ۱۹۹۶ با یاسر عرفات رئیس‌جمهور فلسطین دیدار کرد. پیش از این دیدار، رهبران این دو کشور تلفنی گفت‌وگو کرده بودند. این جلسات تا پاییز ۱۹۹۶ ادامه خواهد داشت. نتانیاهو در نخستین دیدار خود گفت: «مایلم تأکید کنم که ما باید نیازها و الزامات هر دو طرف را بر پایهٔ تعامل متقابل و تضمین امنیت و رفاه هم اسرائیلی‌ها و هم فلسطینی‌ها در نظر بگیریم.» عرفات نیز گفت: «ما مصمم هستیم با آقای نتانیاهو و دولت او همکاری کنیم.» مذاکرات در ۱۴ ژانویهٔ ۱۹۹۷ با امضای پروتکل الخلیل به اوج خود رسید. امضای پروتکل الخلیل با تشکیلات خودگردان فلسطین منجر به استقرار مجدد نیروهای اسرائیلی در الخلیل و انتقال قدرت غیرنظامی در بیشتر مناطق به کنترل تشکیلات خودگردان فلسطین شد.

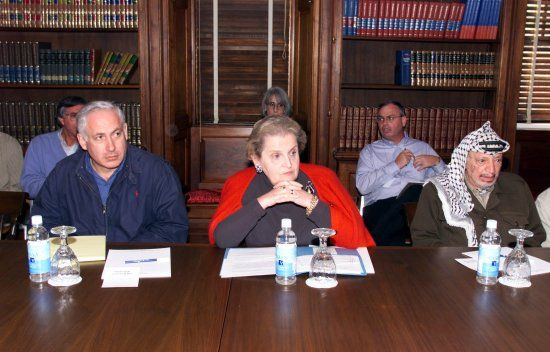
نشست نتانیاهو با وزیر امور خارجهٔ آمریکا مادلین آلبرایت و رئیس‌جمهور فلسطین یاسر عرفات در یادداشت تفاهم رودخانهٔ وای، ۱۹۹۸

در ادامه اما عدم پیشرفت روند صلح منجر به مذاکرات جدیدی شد که حاصل آن تهیهٔ یادداشت تفاهم رودخانهٔ وای در سال ۱۹۹۸ بود که در آن گام‌هایی را که باید توسط دولت اسرائیل و تشکیلات خودگردان فلسطین برای اجرای توافق موقت قبلی در سال ۱۹۹۵ برداشته شود، شرح داده شد. این سند توسط نتانیاهو و یاسر عرفات، رئیس ساف امضا شد و در ۱۷ نوامبر ۱۹۹۸، پارلمان ۱۲۰ عضوی اسرائیل، کنست، تفاهم‌نامهٔ رودخانهٔ وای را با ۷۵ رأی موافق در برابر ۱۹ رأی مخالف تصویب کرد. نخست‌وزیر نتانیاهو در اشاره‌ای به کنفرانس خارطوم در سال ۱۹۶۷، بر سیاست «سه نَه» تأکید کرد: نه به خروج از بلندی‌های جولان، نه به بحث در مورد اورشلیم و نه به مذاکره تحت هیچ‌گونه پیش‌شرطی.
در سال ۱۹۹۷, نتانیاهو اجازهٔ عملیات موساد برای ترور خالد مشعل رهبر حماس در اردن را، تنها سه سال پس از امضای پیمان صلح اسرائیل و اردن صادر کرد. تیم موساد که تحت پوشش پنج گردشگر کانادایی در ۲۷ سپتامبر ۱۹۹۷ وارد اردن شد در یک خیابان در امان در گوش مشعل زهر ریخت. نقشه برملا شد و دو مأمور از سوی پلیس اردن دستگیر و سه نفر دیگر در سفارت اسرائیل که پس از آن در محاصرهٔ سربازان قرار گرفت پنهان شدند. ملک حسین خشمگین از اسرائیل درخواست کرد پادزهر را بدهد و تهدید کرد پیمان صلح را ملغی می‌کند. نتانیاهو پس از فشار رئیس‌جمهور بیل کلینتون در برابر فشارها تسلیم شد و دستور آزادی ۶۱ زندانی اردنی و فلسطینی از جمله احمد یاسین را صادر کرد. این حادثه روابط نوپای اسرائیل و اردن را به پایین‌ترین حد خود رساند.

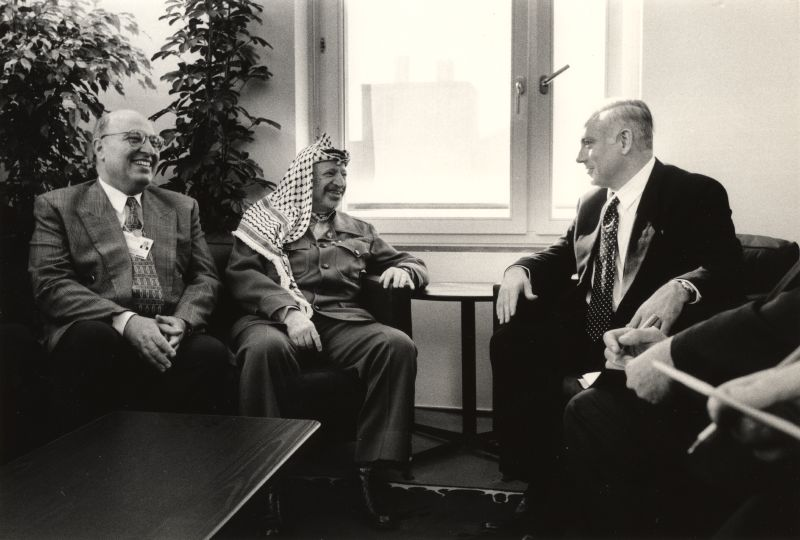
بنیامین نتانیاهو، یاسر عرفات و نبیل شعث در اجلاس داووس، سوئیس، ۱۹۹۷

نتانیاهو و لیکود در انتخابات سال ۱۹۹۹ شکست سنگینی از ائتلاف ایهود باراک خوردند؛ و نتانیاهو به کلی از سیاست کناره گرفت و وارد بخش خصوصی شد. او بعدها به سیاست بازگشت و به عنوان وزیر امور خارجه و وزیر دارایی در کابینهٔ آریل شارون وارد شد. در دورهٔ حضور او در وزارت دارایی او اصلاحاتی را در اقتصاد اسرائیل شروع کرد که منجر به رشدی شایان توجه شد، و نهایتاً بر سر اختلاف به خاطر خروج اسرائیل از نوار غزه استعفا داد.
نتانیاهو در سال ۲۰۰۵ به رهبری لیکود بازگشت و بین سال‌های ۲۰۰۶ تا ۲۰۰۹ رهبر اپوزیسیون بود.

## نخست‌وزیری (۲۰۲۱–۲۰۰۹)

### دور دوم

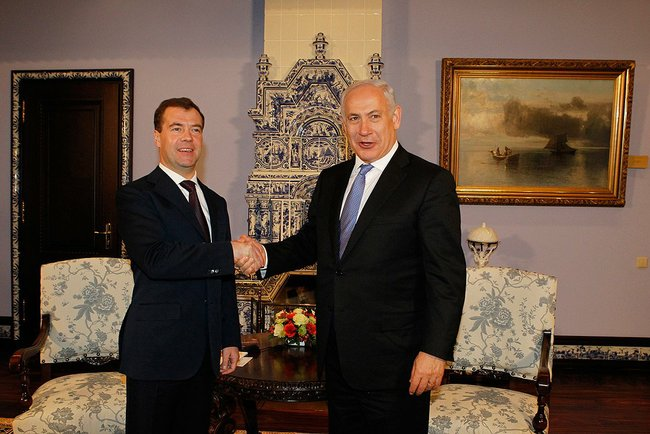
نتانیاهو در دیدار با رئیس‌جمهور دیمیتری مدودف در روسیه، ۲۴ مارس ۲۰۱۱

بنیامین در سال ۲۰۰۹ رهبر حزب راست‌گرای لیکود بود و این حزب به رهبری وی در انتخابات سراسری ۲۰۰۹ اسرائیل موفق به کسب ۲۷ کرسی، از پارلمان ۱۲۰ عضوی اسرائیل شد.
در تاریخ ۲۰ فوریهٔ ۲۰۰۹ میلادی، شیمون پرز، رئیس‌جمهوری اسرائیل از بنیامین نتانیاهو، خواست تا در مقام نخست‌وزیر، دولت جدید اسرائیل را تشکیل دهد.
در تاریخ ۱ آوریل ۲۰۰۹ میلادی، بنیامین نتانیاهو، کابینهٔ جدید خود را به کنست معرفی کرد و با دریافت ۶۹ رأی موافق، ۴۵ رأی مخالف، ۱ رأی ممتنع و ۵ غایب، موفق به گرفتن رأی اعتماد برای دولت جدید اسرائیل شامل ۳۰ وزارتخانه شد. در دولت بنیامین نتانیاهو، ۲ وزیر زن و ۵ وزیر روسی‌الاصل حضور داشتند.
کابینهٔ اسرائیل در تاریخ ۱۶ فروردین ۱۳۸۸ (۵ آوریل ۲۰۰۹)، به پیشنهاد بنیامین نتانیاهو، عوزی آراد را به سمت رئیس شورای عالی امنیت ملی اسرائیل منصوب کرد.
یک نظرسنجی در ژوئیهٔ ۲۰۰۹ توسط هاآرتص نشان داد که بیشتر اسرائیلی‌ها از دولت نتانیاهو حمایت می‌کنند که به او محبوبیت شخصی در حدود ۴۹ درصد می‌دهد. نتانیاهو ایست‌های بازرسی را در کرانهٔ باختری برداشت که منجر به آزادی رفت‌وآمد و جریان واردات شد. گامی که منجر به رونق اقتصادی در کرانهٔ باختری شد. در سال ۲۰۰۹، نتانیاهو از ابتکار صلح عربی ("ابتکار صلح عربستان سعودی") استقبال کرد و درخواست سلمان بن حمد بن عیسی آل خلیفه ولیعهد بحرین برای عادی‌سازی روابط با اسرائیل را ستود.

### دور سوم

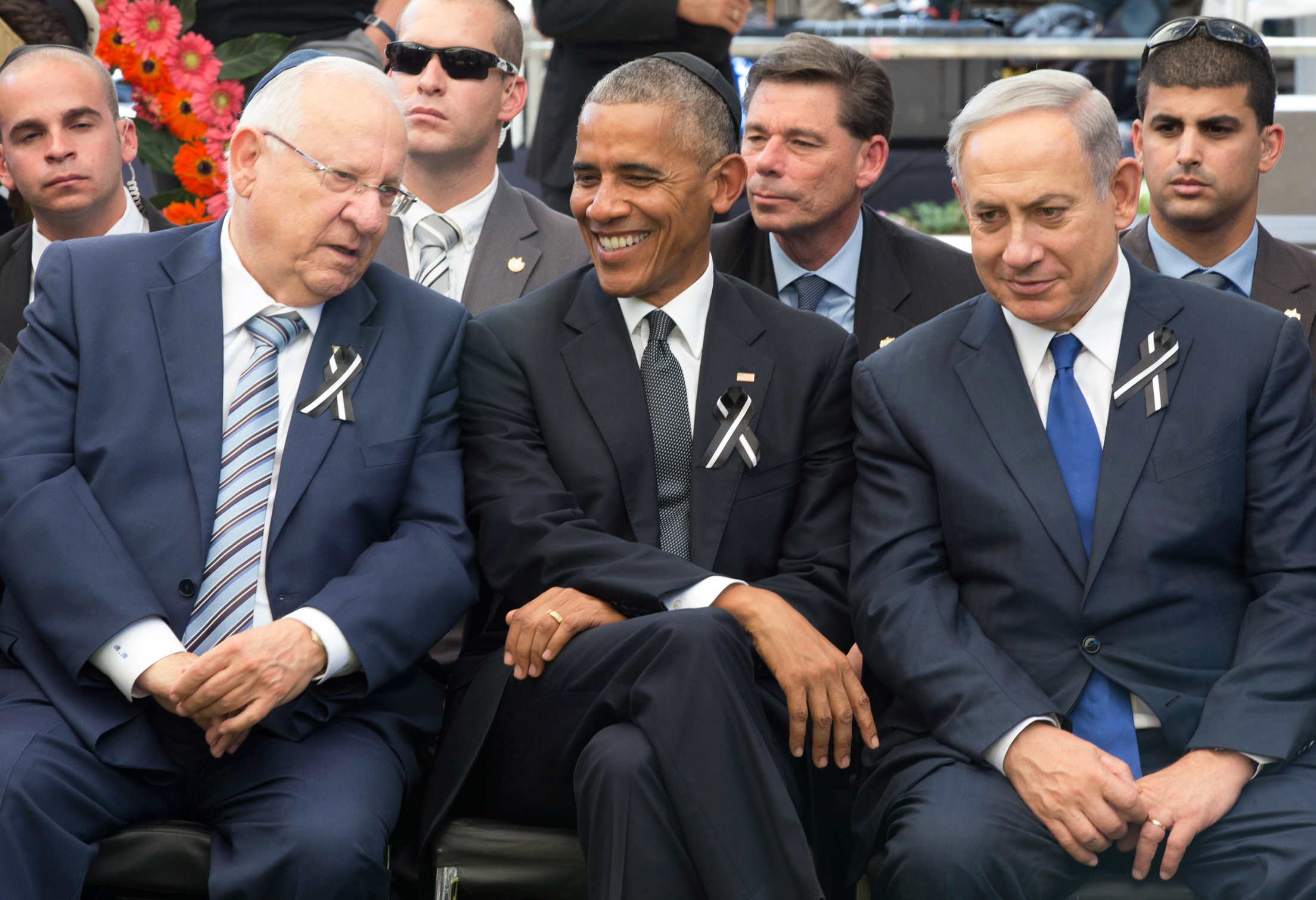
نتانیاهو، رئیس‌جمهور ایالات متحده، باراک اوباما و رئیس‌جمهور اسرائیل رووین ریولین در مراسم تشییع جنازهٔ شیمون پرز، رئیس‌جمهور پیشین اسرائیل در اورشلیم، ۳۰ سپتامبر ۲۰۱۶

پس از انتخابات سال ۲۰۱۳ شیمون پرز، رئیس‌جمهور اسرائیل، نتانیاهو را به‌عنوان رهبر بزرگ‌ترین جناح حاضر در کنست، مأمور تشکیل دولت سی و سوم اسرائیل کرد. ائتلاف جدید شامل احزاب یش عتید، خانهٔ یهودی و هاتنوعا بود و با اصرار یش عتید و خانهٔ یهودی، احزاب افراطی ارتدوکس از ائتلاف حذف شدند. او لیکود را در انتخابات ۲۰۱۳ و ۲۰۱۵ به پیروزی رساند.
در آوریل ۲۰۱۴ و بار دیگر در ژوئن، نتانیاهو از نگرانی‌های عمیق خود در مورد توافق حماس و تشکیلات خودگردان فلسطین و سپس تشکیل دولت وحدت سخن گفت و به‌شدت از تصمیم ایالات متحده و دولت‌های اروپایی برای همکاری با دولت ائتلافی فلسطین انتقاد کرد. او حماس را مسئول ربایش و قتل سه نوجوان اسرائیلی در ژوئن ۲۰۱۴ دانست و عملیات جست‌وجو و دستگیری گسترده‌ای را در کرانه باختری آغاز کرد و به‌طور ویژه بر اعضای حماس تمرکز کرد و طی هفته‌های بعد ۶۰ هدف را در غزه مورد هدف قرار داد. تبادل حملات موشکی و راکتی بین ستیزه‌جویان غزه و ارتش اسرائیل پس از یافتن پیکر نوجوانان کشته شده، در ۳۰ ژوئن ۲۰۱۴ افزایش یافت. پس از کشته شدن چند تن از عوامل حماس، در پی یک انفجار و در اثر بمباران اسرائیل، حماس رسماً اعلام کرد که از غزه به سمت اسرائیل راکت پرتاب خواهد کرد و اسرائیل نیز عملیات لبهٔ حفاظتی در نوار غزه را آغاز کرد و به‌طور رسمی به توافقنامهٔ آتش‌بس نوامبر ۲۰۱۲ پایان داد. نخست‌وزیر نتانیاهو یک دور برنامهٔ تلویزیونی را در ایالات متحده انجام داد و اعضای حماس را در مصاحبه‌ای با سی‌ان‌ان «تروریست‌های نسل‌کش» توصیف کرد. هنگامی که از نتانیاهو پرسیده شد که آیا تلفات در غزه بر اثر انجام این عملیات ممکن است جرقهٔ آغاز «انتفاضهٔ سوم» شود، نتانیاهو پاسخ داد که حماس برای رسیدن به همین هدف تلاش می‌کند.
در ۲ دسامبر ۲۰۱۴، نتانیاهو دو تن از وزرای خود، یائیر لاپید وزیر دارایی، که ریاست حزب میانه‌روی یش عتید را بر عهده داشت و تسیپی لیونی، وزیر دادگستری که ریاست هاتنوعا را بر عهده داشت، برکنار کرد. این تغییرات منجر به انحلال دولت شد.
در ژانویهٔ ۲۰۱۵، نتانیاهو برای سخنرانی در کنگرهٔ آمریکا دعوت شد. این سخنرانی سومین سخنرانی نتانیاهو در جلسهٔ مشترک کنگره بود.
با نزدیک شدن به روز انتخابات ۲۰۱۵ اسرائیل، نتانیاهو در پاسخ به یک سؤال تأکید کرد که در دورهٔ مسؤولیت او، کشور فلسطینی ایجاد نخواهد شد. وی گفت: حمایت از یک کشور فلسطینی به منزلهٔ واگذاری اراضی به تروریست‌های اسلامگرای تندرو برای حمله به اسرائیل است. با این حال، نتانیاهو افزود: «من راه‌حل تک‌دولتی نمی‌خواهم. من یک راه‌حل صلح‌آمیز و پایدار دو دولتی می‌خواهم. من سیاستم را تغییر نداده‌ام.»
نتانیاهو از سال ۲۰۱۶ نزدیکی خود با دونالد ترامپ، که از دههٔ ۱۹۸۰ دوست شخصی‌اش بود را به محور جذبهٔ سیاسی خود تبدیل کرد. در جریان ریاست‌جمهوری دونالد ترامپ، آمریکا اورشلیم را به عنوان پایتخت اسرائیل به رسمیت شناخت، حاکمیت اسرائیل بر بلندی‌های جولان را به رسمیت شناخت، پیمان ابراهیم را مذاکره کرد که رشته عادی‌سازی‌هایی در روابط اسرائیل و کشورهای گوناگون جهان عرب بود. در سال ۲۰۱۹, در پی یک محاکمه برای نتانیاهو به اتهام نقض اعتماد، ارتشا و کلاهبرداری کیفرخواستی صادر شد، که به خاطر آن او به جز منصب نخست‌وزیری همهٔ مناصب وزیری‌اش را رها کرد.

## نخست‌وزیر (۲۰۲۲–اکنون)

### دور ششم

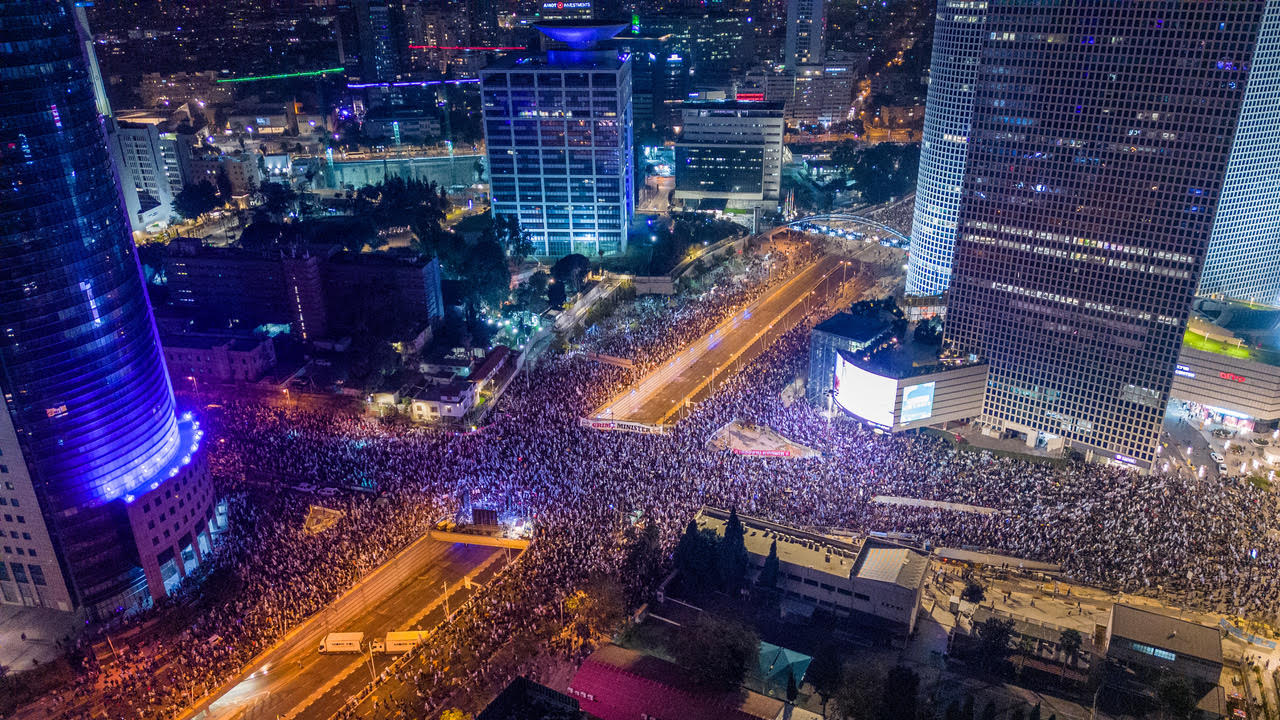
اعتراضات علیه اصلاحات قضایی ۲۰۲۳ اسرائیل در مارس ۲۰۲۳

پس از انتخابات ۲۰۲۲، نتانیاهو بار دیگر به عنوان رهبر یک ائتلاف تندرو به عنوان نخست‌وزیر سوگند خورد. او در ۲۹ دسامبر ۲۰۲۲ رسماً ششمین دوره صدارت خود را آغاز کرد.
ماه‌های اول ششمین دوره نخست‌وزیری او شاهد اصلاحات قضایی ۲۰۲۳ اسرائیل بود که انتقادات گسترده‌ای را برانگیخت. منتقدان اثرات منفی‌ای که این اصلاحات بر تفکیک قوا، منصب دادستان کل، اقتصاد، بهداشت عمومی، زنان و اقلیت‌ها، حقوق کارگران، پژوهش علمی، استحکام کلی دموکراسی اسرائیلو روابط خارجی آن می‌گذارد را برجسته کردند. پس از هفته‌ها اعتراض، که شمار فزاینده‌ای از نیروهای ذخیره نظامی به آن پیوستند، یوآف گالانت، وزیر دفاع وقت، در ۲۵ مارس علیه آن سخن گفت و خواهان توقف فرایند قانونگذاری «برای امنیت اسرائیل» شد. نتانیاهو یک روز بعد اعلام کرد قصد دارد گالانت را از سمتش برکنار کند، که اعتراضات انبوه دیگری را در سراسر اسرائیل برانگیخت و نهایتاً باعث شد نتانیاهو بپذیرد این طرح را یک ماه به تعویق بیندازد.
در ۷ اکتبر ۲۰۲۳، پس از این که ستیزه‌جویان فلسطینی حمله ۲۰۲۳ حماس به اسرائیل را از غزه انجام دادند،  نتانیاهو اعلام کرد اسرائیل علیه حماس وارد وضعیت جنگی خواهد شد. او تهدید کرد «همه مکان‌هایی که حماس در آن سازمان یافته و پنهان شده‌است را به شهرهایی از خرابه تبدیل خواهد کرد» و غزه را "شهر شر" خواند، و به ساکنانش اصرار کرد «حالا آن را ترک کنند.» او بعدها، پس از این که لاپید رهبر اپوزیسیون به نتانیاهو اصرار کرد «تفاوت‌هایمان را کنار بگذاریم و یک دولت حرفه‌ای اضطراری محدود تشکیل دهیم» پیشنهاد کرد حزب‌های اپوزیسیون یش عتید و وحدت ملی در میانه این درگیری وارد کابینه جنگی اسرائیل شوند.
شروع جنگ منجر به مخالفت فزاینده شهروندان اسرائیلی با نتانیاهو و حکومت به‌دلیل ناکامی در پیش‌بینی حمله به رهبری حماس و فراخوان‌های فزاینده برای استعفای نتانیاهو شد. نظرسنجی‌ای در سال ۲۰۲۳ نشان داد ۵۶٪ از اسرائیلی‌ها معتقد بودند نتانیاهو باید پس از جنگ استعفا دهد، و ۸۶٪ از پاسخ دهندگان، رهبری کشور را مسئول ناکامی‌های امنیتی‌ای دانستند که منجر به حمله شد. در ۲۸ اکتبر ۲۰۲۳، مقایسه نتانیاهو بین حماس و عمالیق، که گفت: «باید آنچه عمالیق با شما کرده را آن‌طور که کتاب مقدس ما می‌گوید به‌یاد بیاورید. و ما به‌یاد می‌آوریم» باعث شد او به استفاده از «لفاظی خطرناک» متهم شود. در ۲۹ اکتبر، نتانیاهو سران امنیتی اسرائیل را در یک پست در اکس (توئیتر سابق) به خاطر حمله حماس سرزنش کرد؛ و پس از انتقادات آن را پاک کرد.
در ۱۱ نوامبر ۲۰۲۳، او آتش‌بس در جنگ را رد کرد و تهدید کرد اسرائیل «اگر ضروری باشد، در برابر جهان خواهد ایستاد.» او گفت نیروهای دفاعی اسرائیل «تا هر زمان ضروری باشد» در غزه خواهد ماند و اسرائیل از بازگشت تشکیلات خودگردان فلسطین به غزه جلوگیری خواهد کرد. نتانیاهو اتهامات به اسرائیل که قانون بین‌الملل را شکسته «مهمل» خواند و فلسطینیان کشته‌شده در جنگ اسرائیل و حماس را «تلفات جانبی» توصیف کرد. در ۵ دسامبر ۲۰۲۳، او در جلسه‌ای با گروگان‌های آزاده‌شده از دست حماس مورد انتقاد قرار گرفت. یکی از گروگان‌ها او را متهم کرد که به سیاست اولویت بیشتری نسبت به بازگرداندن گروگان‌ها داده‌است. در دسامبر ۲۰۲۳، نتانیاهو گفت اسرائیل از «مهاجرت داوطلبانه» فلسطینیان از غزه حمایت می‌کند.
در ۲۰ مه ۲۰۲۴، کریم احمد خان، دادستان دیوان بین‌المللی کیفری اعلام کرد قصد دارد برای نتانیاهو به خاطر فقره‌های متعدد جنایات جنگی و جنایت علیه بشریت درخواست حکم بازداشت کند.
در ۲۱ نوامبر ۲۰۲۴، دیوان کیفری بین‌المللی حکم بازداشت نتانیاهو، یوآف گالانت و محمد ضیف را به‌اتهام جنایات جنگی و جنایت علیه بشریت صادر کرد. نتانیاهو این حکم را «دروغ‌های مسخره و نادرست» توصیف کرد و این تصمیم را «یهودستیزانه» خواند. نمایندگان دولت استرالیا، فرانسه، اسپانیا، ایرلند، بلژیک، سوئیس، اتریش، اسلوونی، دانمارک، نروژ، شیلی، کانادا، آفریقای جنوبی، مالدیو، عمان و اردن از استقلال دیوان بین‌المللی کیفری حمایت کردند. در میان متحدان غربی اسرائیل، رهبران اروپایی به جز آلمان و مجارستان، پایبندی خود را به این حکم بازداشت اعلام کرده‌اند و به این ترتیب امکان بازداشت نتانیاهو در صورت سفر به این کشورها وجود دارد. در این میان بسیاری از سیاستمداران اروپایی و غیراروپایی از جمله نخست‌وزیر بریتانیا، وزارت خارجه چین، مسئول سیاست خارجی اتحادیه اروپا و سیاستمدارانی از کشورهای هلند، کانادا، سوئیس، ایتالیا، ایرلند و اسپانیا به پایبندی به این حکم و امکان بازداشت نتانیاهو در صورت سفر به این کشورها، تصریح کردند.
در تاریخ ۱۳ ژوئن ۲۰۲۵، نتانیاهو عملیات «شیر در حال برخاستن» را آغاز کرد، یک کمپین نظامی پیش‌دستانه گسترده که زیرساخت‌های هسته‌ای و نظامی زراعتی ایران را هدف قرار داد و جنگ ایران و اسرائیل را آغاز کرد. هدف این عملیات، از بین بردن توانایی‌های هسته‌ای ایران بود که نتانیاهو آن را «خطر واضح و حاضر برای بقای اسرائیل» توصیف کرد. او تأکید کرد که اقدامات رژیم جمهوری اسلامی ایران، از جمله تلاش برای توسعه سلاح‌های هسته‌ای و برنامه موشکی بالستیک آن، شامل حملات موشکی به اسرائیل و حمایت از تروریسم، تهدیداتی نه‌تنها برای اسرائیل بلکه برای امنیت جهانی به‌شمار می‌آید.
نتانیاهو گزارش داد که نیروهای اسرائیل در طول عملیات، شخصیت‌های نظامی کلیدی ایران، تیم هسته‌ای و سایت‌های تولید موشک‌های بالستیک را از بین بردند. علاوه بر این، او تأکید کرد که عملیات "شیر در حال برخاستن" "تا هر مدت زمانی که لازم باشد" ادامه خواهد داشت تا اهداف خود را محقق کند.
اهداف این عملیات فراتر از اهداف نظامی بود. نتانیاهو این کمپین را فرصتی برای تغییر رژیم و جایگزینی جمهوری اسلامی با حمایت از فراخوان شاهزادهٔ تاج‌وتخت تبعید شده، رضا پهلوی، برای شورش ملی ترسیم کرد. نتانیاهو خطاب به مردم ایران گفت: «جنگ اسرائیل علیه مردم ایران نیست. جنگ ما علیه رژیم اسلامی جنایتکاری است که شما را سرکوب و فقیر می‌کند. مردم ایران و مردم اسرائیل از زمان کوروش بزرگ دوستان یکدیگر بوده‌اند.»
در تاریخ ۱۶ ژوئن، نتانیاهو در بیانیه‌ای دیگر گفت: «این دیکتاتورها در ایران، مطمئناً از ما می‌ترسند، اما از شما، مردم ایران، حتی بیشتر می‌ترسند» و به این نکته اشاره کرد که ۸۰ درصد ایرانی‌ها خواهان سرنگونی رژیم هستند.
نتانیاهو از مردم ایران خواست که در برابر رژیم سرکوبگر خود «بلند شوند» و آسیب‌پذیری رژیم را در میان فشارهای خارجی مورد توجه قرار داد. در تاریخ ۱۶ ژوئن، نتانیاهو به پوریا زراعتی، خبرنگار ایران اینترنشنال، گفت: «یک نور روشن شده است، آن را به آزادی برسانید.» او ایمان و احترام خود را به مردم ایران ابراز کرد و گفت: «من می‌دانم که ایران می‌تواند دوباره عظمت پیدا کند.» او تاریخ و تمدن غنی ایران را تحسین کرد و آن را با اقدامات رژیم کنونی مقایسه کرد.
نتانیاهو اعلام کرد: «این یک مبارزه بین خوبی و بدی است و وقت آن رسیده‌است که مردم خوب با مردم خوب ایران و دیگران در سراسر جهان علیه جنون تحمیل‌شده توسط این رژیم رادیکال متحد شوند. این به‌زودی به پایان خواهد رسید.»
او تفاوت‌های استراتژی‌های نظامی اسرائیل و ایران را توضیح داد و گفت: «هدف این است که اطمینان حاصل شود که غیرنظامیان از خطرات دور هستند. این تفاوت اصلی بین یک رژیم تروریستی است که عمداً غیرنظامیان را هدف قرار می‌دهد و یک دموکراسی مانند اسرائیل است.»

## مواضع

### مواضع نسبت به اختلاف اسرائیل و فلسطین
بنیامین نتانیاهو، وعده‌های انتخاباتی متعددی را در راستای انتخابات سراسری اسرائیل (۲۰۰۹) داد. از آن‌جمله، وی در دیدار از شهر اشکلون وعده داد که در صورت دستیابی به مقام نخست‌وزیری اسرائیل، حکومت حماس در نوار غزه را سرنگون خواهد کرد.

#### شهرک‌های یهودی‌نشین
نتانیاهو به خاطر سیاست چند دهه‌ای خود به عنوان نخست‌وزیر برای گسترش شهرک‌های اسرائیلی در کرانهٔ باختری اشغال شده به دست اسرائیل، که بر اساس قانون‌های بین‌المللی غیرقانونی تلقی می‌شود مورد انتقاد قرار دارد.
نتانیاهو وعده داده است تا «رشد طبیعی شهرک‌های یهودی‌نشین در کرانهٔ باختری رود اردن را ادامه دهد، با برچیدن شهرک‌ها مخالفت کند، از دادن امتیاز دربارهٔ تقسیم اورشلیم به فلسطینی‌ها خودداری ورزد و سرانجام این‌که به توافقات پشت‌پردهٔ دولت‌مردان سابق اسرائیل با حکومت خودگردان فلسطین تعهدی نداشته باشد».

#### اظهار نظر دربارهٔ امکان بازگشت به مرزهای ۱۹۶۷
در ویدئویی که از نتانیاهو در سال ۲۰۰۱ بدون آگاهی خودش ضبط شده است، او دربارهٔ پیمان اسلو می‌گوید: «قبل از انتخابات از من پرسیدند که آیا به معاهدات اسلو پایبند خواهم بود. من گفتم که خواهم بود، ولی … معاهدات را طوری تفسیر خواهیم کرد که از پیش‌تازی به سمت مرزهای ۶۷ جلوگیری کنم.»
در سال ۲۰۱۱ در سخنرانی که دربارهٔ کنگره آمریکا انجام داد، نتانیاهو بازگشت به مرزهای ۱۹۶۷ را رد کرد. او آمادگی اسرائیل را برای «سازش‌هایی دردناک» جهت دستیابی به صلح با فلسطینیان اعلام کرد. نتانیاهو همچنین با تقسیم اورشلیم (بیت‌المقدس) و حق بازگشت آوارگان فلسطینی و خانواده‌هایشان مخالفت کرد. نتانیاهو گفت که اسرائیل آماده است شماری از آبادی‌های مناقشه‌برانگیز یهودی‌نشین در کرانهٔ باختری رود اردن را واگذار کند، ولی چند آبادی نیز به خاک اسرائیل منضم خواهند شد.

#### کشور مستقل فلسطینی
در تاریخ ۱۴ ژوئن ۲۰۰۹ میلادی، بنیامین نتانیاهو، در سخنرانی در دانشگاه تل‌آویو برای اولین بار با تشکیل کشور مستقل فلسطینی به‌طور مشروط موافقت کرد. او بازگشت آوارگان فلسطینی را منتفی و اورشلیم را پایتخت واحد و ابدی اسرائیل دانست و غیرنظامی‌شدن مناطق فلسطینی و به رسمیت‌شناختن اسرائیل، به عنوان یک دولت یهودی از سوی فلسطینی‌ها را پیش‌شرط موافقت با تشکیل کشور فلسطینی دانست.

#### خروج از یونسکو
با اتمام سال ۲۰۱۸ و همزمان با آغاز سال جدید میلادی، اسرائیل خروج این کشور از سازمان یونسکو را به‌طور رسمی اجرایی ساخت. وزارت خارجه آمریکا در ۱۲ اکتبر ۲۰۱۷ با متهم ساختن یونسکو به «رویکردهای ضد اسرائیلی» اعلام کرده بود که از این سازمان خارج خواهد شد. بنیامین نتانیاهو نخست‌وزیر اسرائیل نیز در همان روز به وزارت خارجهٔ کشورش دستور داد مقدمات خروج اسرائیل از یونسکو را فراهم کند. او همچنین در سپتامبر ۲۰۱۸ دعوت برای شرکت در یک کنفرانس با موضوع یهودستیزی را که یونسکو در حاشیهٔ مجمع عمومی برگزار کرد، نپذیرفت. تصمیم آمریکا و اسرائیل برای خروج از یونسکو در اکتبر ۲۰۱۷ که طبق اساسنامهٔ این سازمان باید در پایان سال بعد به مرحلهٔ اجرا می‌رسید، در ۳۱ دسامبر ۲۰۱۸ اجرایی شد.

### ایران
بنیامین نتانیاهو از مخالفان سرسخت دستیابی جمهوری اسلامی به سلاح هسته‌ای است و آن را مهم‌ترین تهدید برای موجودیت و امنیت اسرائیل قلمداد می‌کند.
در پی اعتراضات مردمی جنبش سبز نسبت به نتایج اعلام‌شده در دهمین دورهٔ انتخابات ریاست جمهوری ایران، بنیامین نتانیاهو «شجاعت باورنکردنی» هواداران اپوزیسیون در ایران را مورد ستایش قرار داد و تصریح کرد که مردم دلیر ایران، چهرهٔ واقعی ایران را به نمایش گذاشته‌اند.

#### سخنرانی در مجمع عمومی سازمان ملل متحد در سال ۲۰۱۲
محور اصلی سخنان نتانیاهو در مجمع عمومی سازمان ملل در سال ۲۰۱۲ ایران و برنامهٔ هسته‌ای ایران بود. در این سخنان او گفت: «برای فهمیدن این‌که دنیا در صورت مسلح شدن ایران به انرژی هسته‌ای چه وضعی خواهد داشت، تنها وضع دنیا را در صورت مسلح شدن القاعده به انرژی هسته‌ای تصور کنید».
در ادامه سخنی از اکبر هاشمی رفسنجانی را نقل قول کرد و گفت «به حرف‌های آیت‌الله رفسنجانی گوش بدهید من نقل قول می‌کنم ایشان گفته است که استفاده از یک بمب اتم علیه اسرائیل همه چیز اسرائیل را ازبین می‌برد ولی فقط به دنیای اسلام ضربه خواهد زد. رفسنجانی گفت: فکر کردن به چنین چشم‌اندازی غیر منطقی نیست. این مطلب از طرف یکی از میانه‌روهای ایرانی عنوان شده است. آدم شوکه می‌شود».
او سپس خط قرمزی برای برنامهٔ هسته‌ای ایران تعیین کرد. نتانیاهو تصویری از یک بمب فرضی را به حاضران نشان داد و گفت که ساختن بمب اتم سه مرحله دارد. مرحلهٔ اول که هفتاد درصد راه است ایجاد اورانیوم غنی‌سازی شده با درصد کم، به مقدار کافی است؛ که ایران این مرحله را تمام کرده است. مرحلهٔ دوم که پایان آن نود درصد راه است ایجاد اورانیوم غنی‌سازی شده با درصد بالا، به مقدار کافی است. سپس او با ماژیک، خط قرمزی را در بخش نود درصد کشید و گفت اینجا خط قرمز ماست. او گفت خط قرمزها از جنگ جلوگیری می‌کنند.

#### مصاحبه بی‌بی‌سی فارسی با نتانیاهو
در ۵ اکتبر ۲۰۱۳ (۱۳ مهر ۱۳۹۲) نتانیاهو مصاحبه‌ای با بخش فارسی بی‌بی‌سی انجام داد. در این گفتگو دربارهٔ وضعیت آزادی در ایران گفت «اگر مردم ایران واقعاً اختیاری داشتند، روحانی را به ریاست‌جمهوری انتخاب نمی‌کردند. شما ۷۰۰ کاندیدا داشتید. آن‌ها ۷۰۰ کاندیدا را رد صلاحیت کردند و فقط یک درصد از آن تعداد را باقی گذاشتند که رقابت کنند».
سپس در ادامه گفت: «من فکر می‌کنم اگر مردم ایران آزاد بودند، شلوار جین می‌پوشیدند، به موسیقی غربی گوش می‌دادند و انتخاباتی آزاد می‌داشتند.»

#### مقایسهٔ جمهوری اسلامی با آلمان نازی
نتانیاهو که به شدت مخالف تلاش‌های حکومت جمهوری اسلامی برای دست‌یابی به غنی‌سازی اورانیوم است عقیده دارد: «هم‌اکنون سال ۱۹۳۸ است و ایران همان آلمان است که به سرعت تلاش دارد خودش را به بمب‌های اتمی مسلح کند». نتانیاهو در کنفرانسی خبری در آوریل ۲۰۰۸ اظهار کرد که تنها یک تفاوت بین آلمان نازی و جمهوری اسلامی ایران وجود دارد و آن این است که اولی ابتدا وارد یک درگیری جهانی شد و سپس به دنبال تسلیحات اتمی رفت، درحالی‌که دومی در ابتدا به دنبال تسلیحات اتمی است و هنگامی که بدان دست یابد، جنگی جهانی را آغاز خواهد کرد.

#### خطاب مستقیم به مردم ایران
در طول دوران نخست‌وزیری اسرائیل، نتانیاهو چندین بار مستقیماً به مردم ایران پرداخت و بارها تأکید کرد که مبارزه اسرائیل علیه رژیم جمهوری اسلامی است و نه علیه مردم ایران. در خرداد ۱۴۰۴ اسرائیل حمله گسترده علیه ایران به اهداف نظامی و همچنین علیه تأسیسات هسته‌ای انجام داد. در اظهارات خود به رسانه‌ها در پی حمله، نتانیاهو مستقیماً به مردم ایران پرداخت و تأکید کرد که مبارزه با مردم ایران نیست:‏
«نبرد ما با شما نیست. نبرد ما با دیکتاتوریِ بی‌رحمی‌ست که ۴۶ سال است شما را سرکوب کرده است. من باور دارم که روز رهایی شما نزدیک است، و آن‌گاه دوستی بزرگ میان دو ملت کهن ما بار دیگر شکوفا خواهد شد.»
در اظهارات دوم خود به رسانه‌ها روز بعد، نتانیاهو دوباره تأکید کرد که مبارزه اسرائیل علیه مردم ایران نیست و آنها را برای رسیدن به آزادی تشویق کرد:
«همان‌طور که ما به هدف خود می‌رسیم، مسیر را برای دستیابی شما به آزادی‌تان نیز هموار می‌کنیم… مبارزه اسرائیل علیه مردم ایران نیست. مبارزه ما علیه رژیم اسلامی قاتل است که شما را سرکوب و فقیر می‌کند. ملت ایران و ملت اسرائیل از زمان کوروش بزرگ دوست بوده‌اند»

## اتهامات فساد مالی
در سال ۲۰۱۷ نتانیاهو به همراه تعدادی از وزراء، بازرگانان و روزنامه‌نگاران اسرائیلی متهم به فساد مالی شد که تظاهرات صدها نفری را در اسرائیل رقم زد. برخی معترضان این اعتراضات را «تظاهرات ننگ» نامیدند و در خیابان‌های تل‌آویو تظاهرات کردند.
نتانیاهو دربارهٔ موضوع اتهام رشوه‌خواری در معاملهٔ زیردریایی با آلمان مورد سؤال قرار خواهد گرفت اگر چه در حال حاضر وزارت دادگستری چندین تن از نزدیک‌ترین دستیاران وی را در این قضیه دخیل می‌داند و هنوز خود نتانیاهو را متهم نکرده است.
دادستانی کل اسرائیل همچنین بنیامین نتانیاهو را به مشارکت در یک پروندهٔ فساد تازه متهم کرده است. یودیت تیروش از دفتر دادستانی کل اسرائیل در دادگاهی در تل‌آویو گفته است، نتانیاهو مظنون است که به یک شرکت مخابراتی وعده داده در صورت باز کردن «یک صفحهٔ اینترنتی و گزارش‌دهی بهتر» می‌تواند از طریق وزارت ارتباطات، مزایای حقوقی دریافت کند. دادستانی کل اسرائیل مورد جدید اتهامی نتانیاهو را از «موارد بسیار سنگین» در زمینهٔ «رشوه و رشوه‌خواری» نامیده است. گفته می‌شود، تسهیلاتی که شرکت مخابراتی بِزِک دریافت کرده به یک میلیارد شِکِل (حدود ۲۳۳ میلیون یورو) می‌رسد.
به گزارش رسانه‌های اسرائیل، پلیس این کشور بنیامین نتانیاهو، نخست‌وزیر را به رشوه‌خواری متهم کرده است و می‌گوید شواهد کافی برای طرح این اتهام‌ها در دادگاه در دست دارد؛ بنابراین گزارش‌ها، پلیس در همین رابطه با نتانیاهو رو در رو گفتگو کرده و از او سؤالاتی پرسیده است. به گزارش رسانه‌های اسرائیل، اکنون پلیس می‌گوید شواهد و مدارک کافی برای طرح دو پروندهٔ جداگانه در دادگاه در دست دارد هر چند تصریح کرده: «فعلاً اتفاقی نخواهد افتاد چون هنوز چیزی به اثبات نرسیده». در اتهام نخست، گفته شده آقای نتانیاهو از یک انتشارات اسرائیلی خواسته از او جانب‌داری کند و در برابر به این انتشارات در رقابت با ناشر رقیبش کمک کرده است. در اتهام دوم هم نخست‌وزیر اسرائیل متهم است که از سال ۲۰۰۹ تاکنون از آرنون میلشان، از نام‌های بزرگ صنعت سینمای هالیوود و دیگر حامیان خودش، در قالب هدیه حدود ۱۰۰ هزار دلار دریافت کرده است. آقای میلشان هم‌اکنون ممکن است به اتهام پرداخت رشوه به دادگاه احضار شود. روزنامه اسرائیلی هاآرتص می‌گوید آقای نتانیاهو پس از دریافت این هدایا که در قالب اقلامی چون شراب یا سیگار گران‌قیمت بوده به تصویب قانونی که آقای میلشان خواستار آن بوده توجه کرده است؛ قانونی که به موجب آن یهودیانی که برای اقامت به اسرائیل بازمی‌گردند را برای ۱۰ سال از پرداخت مالیات معاف می‌کند. این مصوبه اکنون به «قانون میلشان» در اسرائیل شهرت یافته است. آقای نتانیاهو هر دو اتهام را رد کرده و می‌گوید بی‌گناه است.
بنیامین نتانیاهو نخست‌وزیر اسرائیل هفت بار به اتهام فساد مالی تحت بازجویی قرار گرفت. سارا نتانیاهو، همسر نخست‌وزیر اسرائیل نیز متهم است از خزانهٔ دولت برای مقاصد خصوصی بهره‌برداری کرده است.

## زندگی شخصی
نتانیاهو طی سال‌هایی که در بوستون تحصیل می‌کرد، با همسر اولش میریام ملاقات کرد و با او ازدواج کرد و فرزند اول خود به نام «نوا» را به دنیا آوردند. وی از همسر دومش سارا دو فرزند به نام‌های اونر و یائیر دارد.
یوناتان نتانیاهو، برادرش که از فرماندهان عملیاتی یگان ویژهٔ سایرت متکل بود، در تاریخ ۴ ژوئیهٔ ۱۹۷۶ میلادی و در جریان عملیات آزادسازی مسافران اسرائیلی هواپیمایی فرانسه که توسط چریک‌های فلسطینی به گروگان گرفته شده و به اوگاندا منتقل شده بودند، کشته شد. وی از قهرمانان ملی در اسرائیل به‌شمار می‌رود.

### سلامتی
نتانیاهو از حوالی سال ۲۰۰۳ به بیماری انسداد شاخه راست بطنی (RBBB) مبتلا بوده است. در نیمه اول سال ۲۰۰۸، پزشکان یک پولیپ کوچک روده بزرگ را از او خارج کردند که خوش‌خیم بود. در ۲۲ جولای ۲۰۲۳، یک دستگاه ضربان‌ساز قلبی در بدن او کار گذاشته شد. در مارس ۲۰۲۴، فتق او تشخیص داده شد. در دسامبر ۲۰۲۴، پس از عفونت مجاری ادراری ناشی از بزرگ شدن پروستات، پروستات او برداشته شد.
پزشک شخصی و دوست نزدیک او، هرمان برکوویتس، متخصص اطفال متولد رومانی است.

## تألیفات
- (۱۹۸۱) تروریسم بین‌المللی: چالش‌ها و پاسخ
- (۱۹۸۷) تروریسم: غرب چگونه می‌تواند پیروز شود
- (۱۹۹۵) جنگ با تروریسم: چگونه دموکراسی‌ها می‌توانند بر تروریسم داخلی و بین‌المللی پیروز شوند
- (۱۹۹۹) صلح پایدار: اسرائیل و جایگاه آن در بین ملل
- (۲۰۲۲) بیبی: داستان من